# Kasaragod (Distrikt)
Der Distrikt Kasaragod (കാസർഗോഡ് ജില്ല, auch Kasargod, Kasargode) ist ein Distrikt im südindischen Bundesstaat Kerala. Verwaltungssitz ist die namensgebende Stadt Kasaragod.

## Geografie

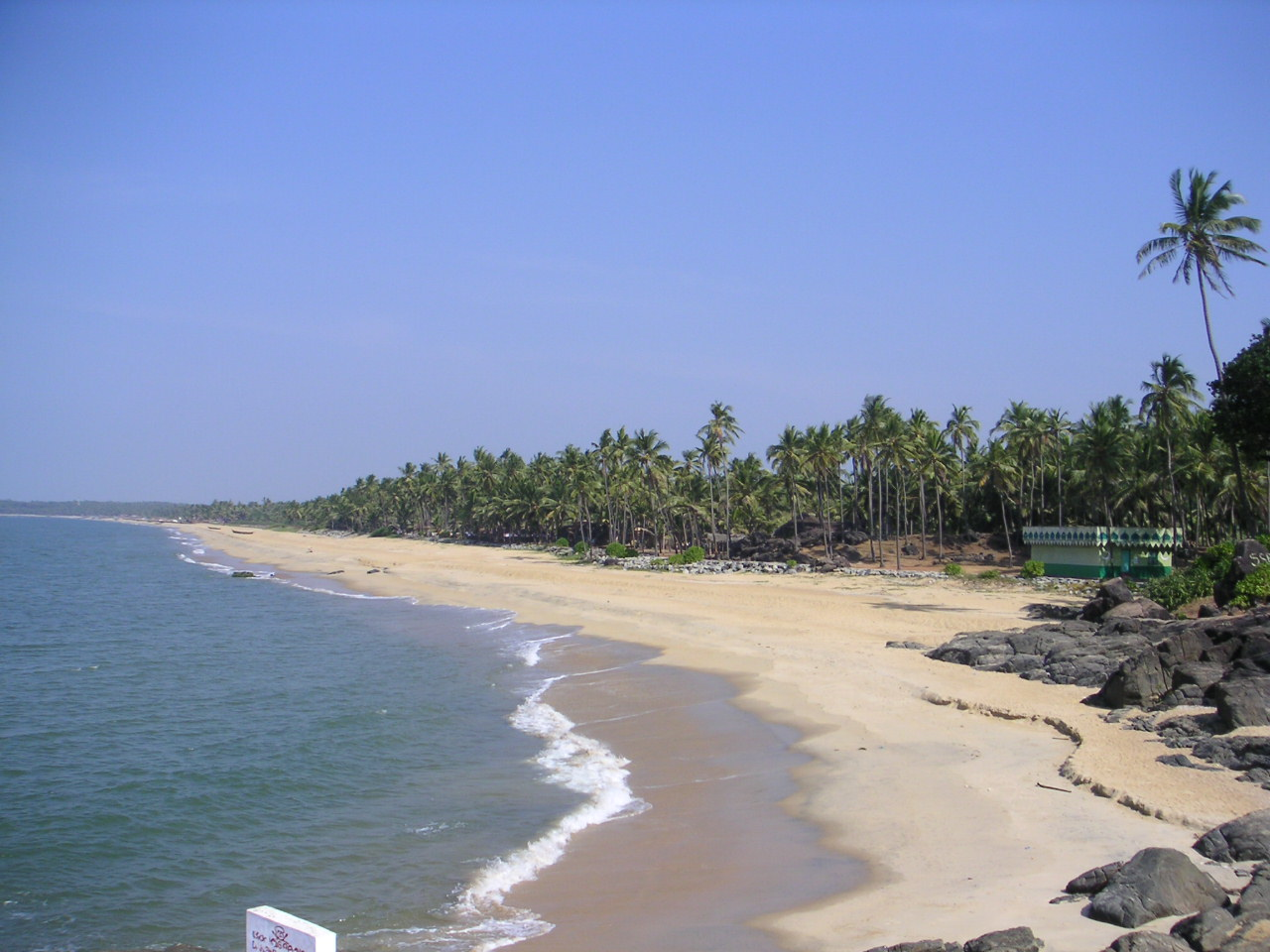
Strand bei Bekal

An der Malabarküste an der Grenze zum Nachbarbundesstaat Karnataka gelegen, ist der Distrikt Kasaragod der nördlichste Distrikt Keralas. Nachbardistrikte sind Dakshina Kannada im Norden, Kodagu im Osten (beide Karnataka) sowie Kannur (Kerala) im Süden. Im Westen liegt die Küste des Arabischen Meeres.
Das Distriktgebiet hat eine Fläche von 1.989 Quadratkilometern und erstreckt sich von der Meeresküste bis hin zu den Bergen der Westghats. Der Distrikt wird von mehreren Flussläufen durchflossen, der wichtigste ist der Chandragiri (Payaswati), der bei der Distrikthauptstadt Kasaragod ins Meer mündet.
Der Distrikt Kasaragod ist in die zwei Taluks Kasaragod und Hosdurg unterteilt.

## Geschichte

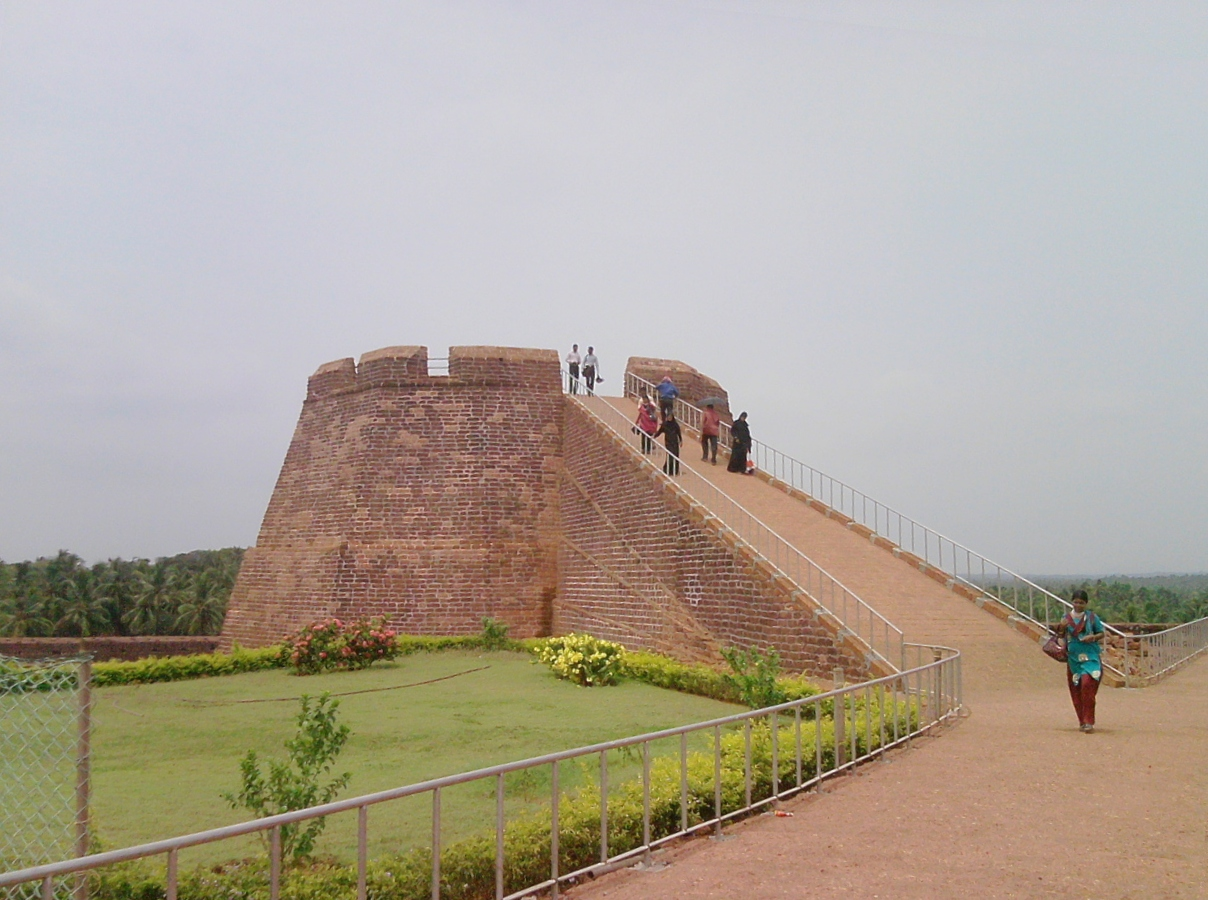
Das Fort Bekal entstand unter den Nayaks von Ikkeri im 17. Jahrhundert

Das Gebiet von Kasaragod kam im 14. Jahrhundert unter die Herrschaft des Vijayanagar-Reiches. Nach dessen Niedergang im 16. Jahrhundert übernahmen die Nayaks von Ikkeri die Kontrolle über das Küstengebiet. Während der Nayak-Zeit entstanden im 17. Jahrhundert im heutigen Distriktgebiet die Forts Bekal, Chandragiri und Hosdurg. Ende des 18. Jahrhunderts eroberte Tipu Sultan, der Herrscher von Mysore das Gebiet. Nach Tipu Sultans Niederlage gegen die Briten kam das Gebiet 1799 an Britisch-Indien und wurde als Teil des Distrikts South Kanara (Dakshina Kannada) am 16. Mai 1862 in die Präsidentschaft Madras eingegliedert.
Nach der indischen Unabhängigkeit 1947 wurden die Bundesstaaten 1956 durch den States Reorganisation Act nach den Sprachgrenzen neu gegliedert. Kasaragod und Umgebung wurden dabei wegen der überwiegend Malayalam sprechenden Bevölkerung aus dem Distrikt Dakshina Kannada gelöst und dem neugegründeten Bundesstaat Kerala zugeschlagen. Anfangs war das Gebiet Teil des Distrikts Kannur. Am 24. Mai 1984 wurde aus dem Nordteil des Distrikts Kannur der eigenständige Distrikt Kasaragod gebildet.

## Bevölkerung

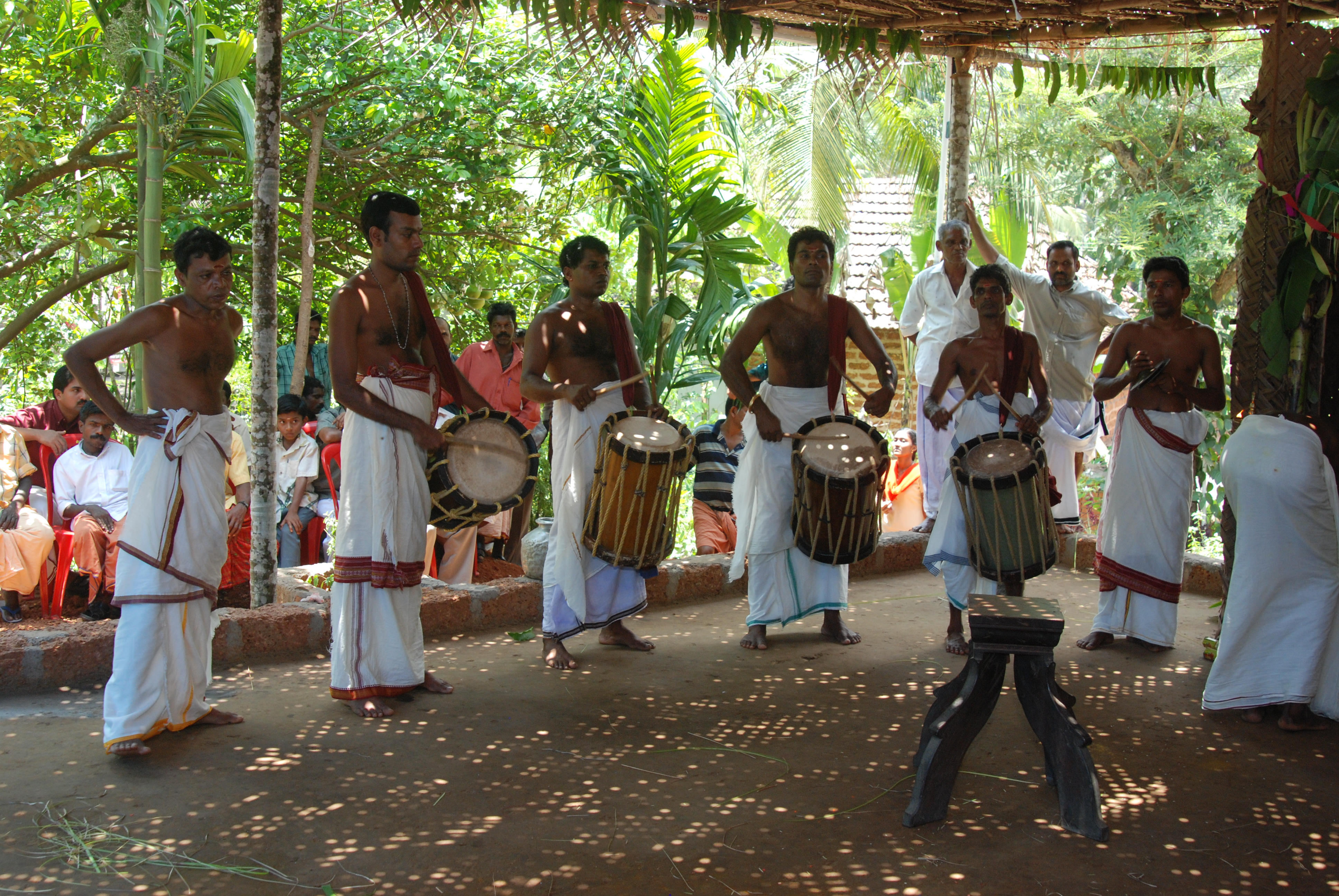
Trommelensemble Chenda vadyam bei einem Hindu-Festival im Distrikt Kasaragod

Bei der Volkszählung 2011 hatte der Distrikt Kasaragod 1.307.375 Einwohner. Zwischen 2001 und 2011 wuchs die Einwohnerzahl um 8,6 Prozent und damit schneller als im Mittel Keralas (4,9 Prozent). Die Bevölkerungsdichte lag mit 657 Einwohnern pro Quadratkilometer unter dem Durchschnitt des Bundesstaates, aber über dem Mittelwert Indiens. 38,9 Prozent der Einwohner des Distrikts Kasaragod lebten in Städten. Der Urbanisierungsgrad war damit niedriger als im Durchschnitt Keralas (47,7 Prozent). Die Alphabetisierungsquote war mit 90,1 Prozent niedriger als der Durchschnitt Keralas, verglichen mit dem Rest Indiens aber immer noch sehr hoch.
Hindus stellen nach der Volkszählung 2011 mit 55,8 Prozent die Mehrheit der Einwohner des Distrikts Kozhikode. Daneben gibt es eine große muslimische Minderheit von 37,2 Prozent und eine kleinere Zahl an Christen (6,7 Prozent).
Neben Malayalam, der Hauptsprache Keralas wird im Distrikt Kasaragod wie in den nördlich angrenzenden Küstengebieten Karnatakas auch die Regionalsprache Tulu gesprochen. Traditionell markiert der Chandragiri-Fluss die südliche Grenze des Tulu-Gebiets. Insgesamt gab es in Kerala nach der Volkszählung 2001 rund 120.000 Tulu-Sprecher.

## Städte
| Stadt            | Einwohner (2001) |
| ---------------- | ---------------- |
| Bangramanjeshwar | 5.636            |
| Hosabettu        | 5.916            |
| Kanhangad        | 65.499           |
| Kasaragod        | 52.683           |
| Kudlu            | 23.328           |
| Manjeshwar       | 8.674            |
| Udma             | 8.144            |